# Allo di Bobbio
Allo (VI secolo – Bobbio, 31 agosto VII secolo) è stato un monaco cristiano e missionario italiano, dell'Abbazia di San Colombano.

## Biografia

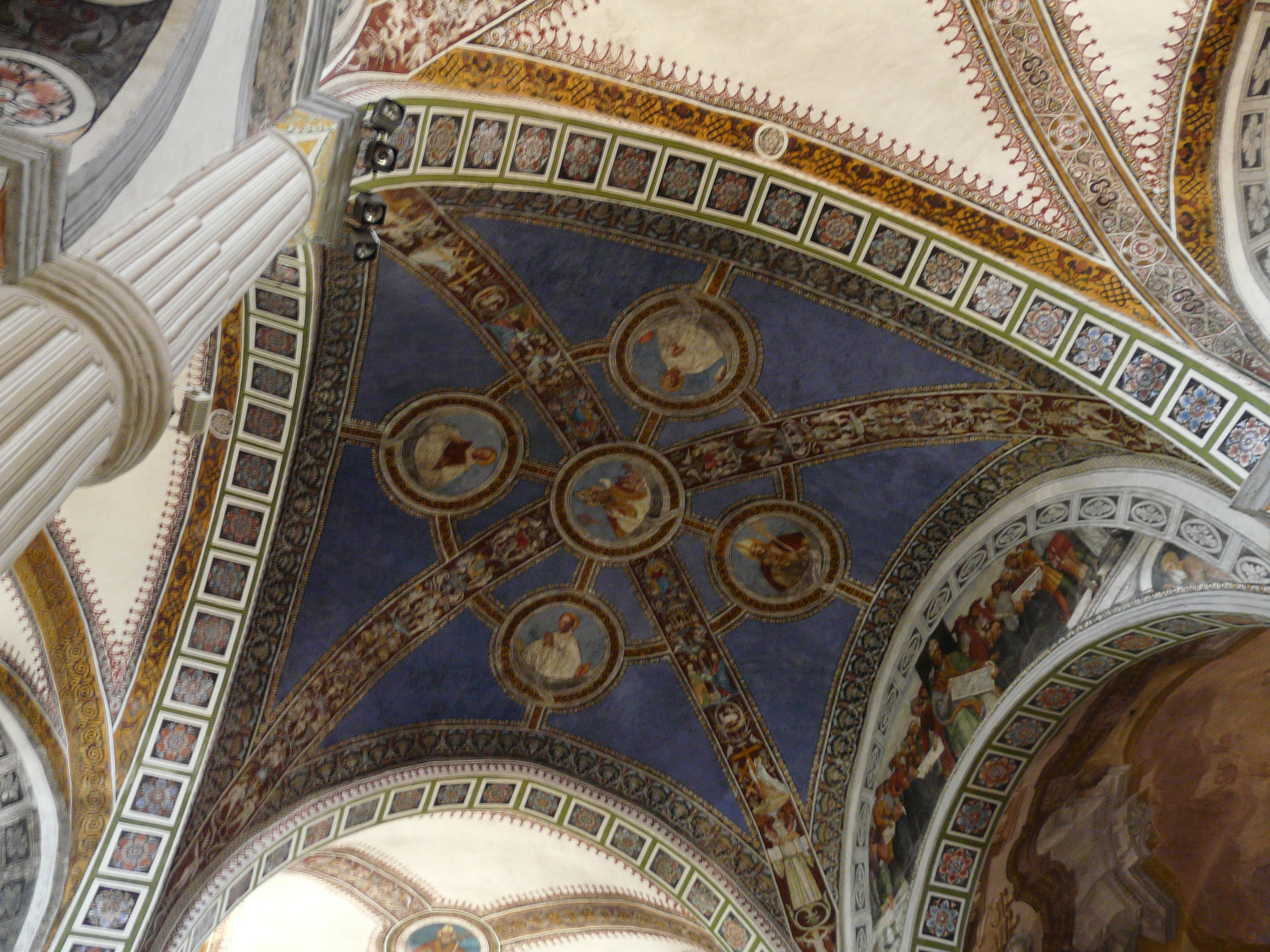
Particolare della volta affrescata del transetto della basilica con i medaglioni di San Colombano al centro e 3 santi monaci, fra cui proprio Allo assieme a Cuniberto, Walcario e l'abate Suniberto

Sant'Allo (o Allone) è uno dei 26 santi tra abati e monaci sepolti nella cripta dell'Abbazia di San Colombano di Bobbio assieme al fondatore San Colombano.
Egli entrò nel monastero di Bobbio sotto i primi abaziati, cioè quando vi erano presenti più di 150 monaci.
Morì a Bobbio il 31 agosto di un anno sconosciuto e fu sepolto con altri nella cripta. Per un periodo la festa era nel giorno della sua morte poi venne spostata il 16 marzo.

## Culto

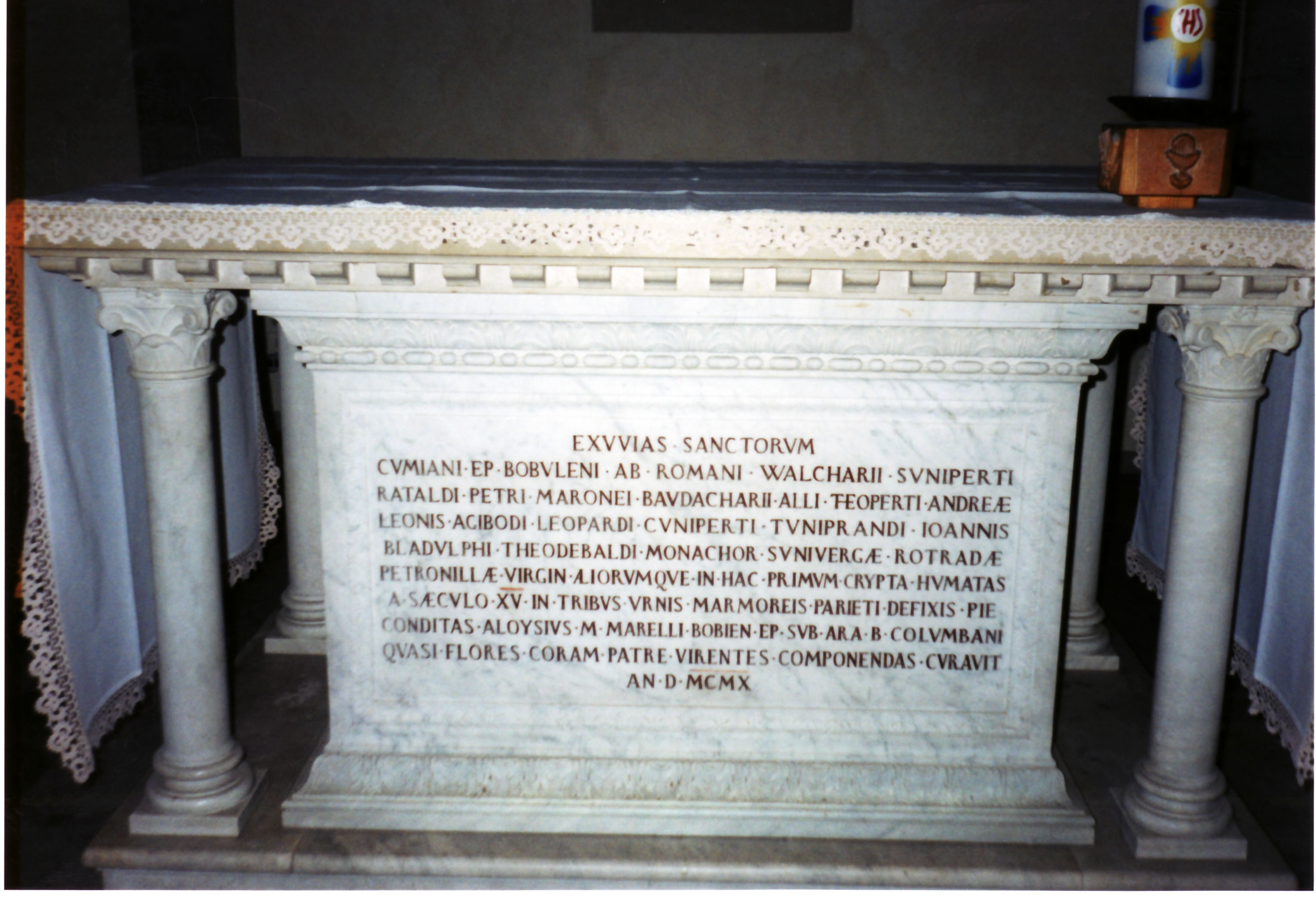
Altare sepolcrale nella cripta della Basilica di S. Colombano contenente i resti dei 23 santi abati, monaci e monache

Le reliquie, dopo 8 secoli furono trasferite dai sotterranei e collocate in un'urna lignea chiusa da cristalli, dal vescovo di Bobbio Mondani e dall'abate Antonio da Pavia nel 1482. Tutto iniziò nel mese di ottobre del 1458 quando iniziando l'opera di rinnovamento del monastero, nella cripta si era provveduto ad aprire il sepolcro di Attala ed in seguito il 24 aprile 1476 anche il sepolcro di Bertulfo, ritrovando i resti di altri santi abati, monaci e vergini per lo più sconosciuti agli storici. Nel sepolcro di Bertulfo vi erano collocati i resti di 15 santi monaci, mentre nel sepolcro di Attala vi erano: l'abate San Suniberto, 6 monaci, fra cui proprio Allo ed anche Walcario, Cuniperto, Teoperto, Tuniprando, Rattaldo, e le 3 sante vergini.
Nel 1910 iniziò l'opera monumentale di sistemazione di tutta la cripta. Si iniziò scavando una nuova scalinata dalla chiesa soprastante per poter giungere agevolmente la cripta, nello scavo e nei lavori diretti dall'architetto piemontese Cecilio Arpesani ed ai quali contribuì molto anche il cardinale primate d'Irlanda M. Logue, venne ritrovato il pavimento a mosaico della chiesa del IX secolo ed inoltre tutti i santi abati e monaci dopo San Bertulfo furono collocati da vescovo Marelli nel nuovo altare marmoreo, donato dai pellegrini irlandesi ed in cui vi fu posta l'iscrizione con i nomi di tutti i santi colombaniani.